# حسن أبشر الطيب
الدكتور حسن أبشر الطيب (1942-2013) هو كاتب سوداني.
توفي في 9 يناير 2013.

## الكتب
| الاسم                                                                                 | دار النشر                                         | تاريخ النشر  | عدد الصفحات | ردمك ISBN         | المصدر |
| ------------------------------------------------------------------------------------- | ------------------------------------------------- | ------------ | ----------- | ----------------- | ------ |
| الطيب صالح - دراسات نقدية                                                             | رياض الريس للكتب والنشر                           | 1 أغسطس 2001 | 431         | (ردمك 9953210233) | [ 3 ]  |
| الدولة العصرية: دولة المؤسسات                                                         | الدار الثقافية للنشر                              | 2000         | 238         | (ردمك 977399008X) | [ 4 ]  |
| إطلالة في عشق الوطن                                                                   | دار العلوم للنشر والتوزيع                         |              |             |                   | [ 5 ]  |
| التنمية الإدارية                                                                      | دار الجيل للطبع والنشر والتوزيع                   |              |             |                   | [ 6 ]  |
| مشروع إستراتيجية لحماية المبدعين                                                      | المجلس الأعلى للثقافة                             | 2003         |             |                   | [ 7 ]  |
| مؤسسات التنمية الادارية العربية: أوضاعها الراهنة وآفاق المستقبل                       |                                                   | 1984         | 108         |                   | [ 8 ]  |
| إدارة الكوارث                                                                         | شركة ميدلايت المحدودة                             | 1992         | 142         | (ردمك 9775139066) | [ 9 ]  |
| إشكالية الإصلاح والتطوير الإداري: دراسات تحليلية لتحديات البناء المؤسسفي الوطن العربي | ذات السلاسل                                       | 1989         | 232         |                   | [ 10 ] |
| التنمية الإدارية بين النظرية ومكونات التجربة العملية                                  | دار الجيل                                         | 1982         | 264         |                   | [ 11 ] |
| كيف تنظم مؤتمرات واجتماعات فعالة                                                      | معهد الإدارة العامة للبحوث، الإدارة العامة للبحوث | 1995         | 271         | (ردمك 9960140121) | [ 12 ] |
| وظائف القيادات التنفيذية                                                              |                                                   | 1992         | 91          |                   | [ 13 ] |
| الإصلاح الإداري في الوطن العربي: بين الأصالة والمعاصرة                                | المنظمة العربية للعلوم الإدارية                   | 1986         | 806 - 838   |                   | [ 14 ] |
| دور مؤسسات التنمية الإدارية العربية في تطوير الإدارة                                  | المنظمة العربية للعلوم الإدارية                   | 1985         | 32 - 54     |                   | [ 15 ] |
| نظرية الإصلاح الإداري: نظرة في الاتجاهات والاستراتيجيات                               | المنظمة العربية للعلوم الإدارية                   | 1985         | 106 - 125   |                   | [ 16 ] |
| فلسفة التطوير الإداري ودور القيادات الإدارية في تحقيق فعالياته                        | المنظمة العربية للعلوم الإدارية                   | 1988         | 5 - 21      |                   | [ 17 ] |
| الحالات الإدارية منهجها ومقومات تأليفها                                               | المنظمة العربية للعلوم الإدارية                   | 1998         | 99 - 115    |                   | [ 18 ] |